# Ложковилка
Ложковилка (англ. Spork) — музыкальная комедия 2010 года про 14-летнего интерсекс подростка Спорк и её школьную жизнь.

## Сюжет
Четырнадцатилетняя девочка-тихоня по прозвищу «Спорк» непопулярна среди своих одноклассников и подвергается плохому обращению. Её соседка и лучшая подруга, по прозвищу «Тутси Ролл», планирует поучаствовать в школьном конкурсе талантов ради того чтобы выиграть 236 долларов, которые она хочет потратить на то, чтобы навестить своего отца в тюрьме. Во время несчастного случая Тутси травмирует свою лодыжку и больше не может участвовать в соревнованиях. Спорк решается заменить её, и удивляет всю школу, записавшись на конкурс.

## В ролях
- Саванна Стелин — Спорк
- Сидни Парк — Тутси Ролл
- Рэйчел Дж. Фокс — Бетси Бутч
- Родни Истман — Слюна
- Роберт Брадвика — Ботан
- Кевин Чунг — Чанк
- Оделия Хартл — Джекка
- Лили Сепе — Джу Джу
- Халстон Отем Макмюррей — Тори
- Оана Грегори — Лууси Гууси
- Чед Аллен — Харчок

## Критика
Фильм получил смешанные оценки критиков и оценку в 55% на сайте Rotten Tomatoes.